# Jenny Fish
Jennifer Lee "Jenny" Fish, född 17 maj 1949 i Strongsville i Ohio, är en amerikansk före detta skridskoåkare.
Fish blev olympisk silvermedaljör på 500 meter vid vinterspelen 1968 i Grenoble.